# Anja van den Blink
Arina Cornelia (Anja) van den Blink (Amsterdam, 16 maart 1927 - aldaar, 24 september 2013) was een Nederlands juriste en vicepresident van de Hoge Raad der Nederlanden.
Van den Blink, dochter van notaris P.L. van den Blink, studeerde medicijnen en rechten te Amsterdam van 1945 tot 1953, waarna zij daar advocaat werd. Vanaf 1962 was ze kantonrechter-plaatsvervanger in de Rechtbank Amsterdam en in 1965 werd ze daar voltijds rechter, een functie die ze de komende tien jaar zou uitoefenen. In 1975 werd ze benoemd tot raadsheer in het Gerechtshof Amsterdam. Toen de Hoge Raad haar op 1 december 1974 als zesde op de aanbeveling plaatste voor de vacature-Kazemier (uiteindelijk vervuld door Kornél Antal) werd ze door de Tweede Kamer naar de tweede plaats van de voordracht geschoven; op eigen verzoek stond ze de volgende keer (de vacature-Hollander, vervuld door Werner Haardt) echter weer op de "normale" plaats, namelijk de vijfde. Uiteindelijk kwam Van den Blink op de eerste plaats van den aanbeveling in 1976, voor een vacature die was ontstaan door het overlijden van Cornelis de Meijere. De benoeming volgde op 12 oktober. Op 27 juli 1988 werd Van den Blink gepromoveerd tot vicepresident, na het vertrek van Philip van der Ven; ze zou dat blijven tot haar ontslag op verzoek vier jaar later. Ze werd opgevolgd als vicepresident door Charles Hermans. In 1985-1986 was Van den Blink ook voorzitter van de Nederlandse Juristen-Vereniging.
Van den Blink overleed te Amsterdam op 24 september 2013. Ze was ongehuwd.